# Gyugy
Gyugy község Somogy vármegyében, a Fonyódi járásban.

## Fekvése
Lengyeltótitól északkeletre, Szőlősgyörök és Hács között fekvő település. Közigazgatási területét érinti a Lengyeltóti-Balatonboglár közti 6711-es út is, de központja zsáktelepülésnek tekinthető, közúton csak az előbbi útból kiágazó 67 116-os úton érhető el. Szőlő- és borgazdasági szempontból a Balatonboglári borvidék részét képezi.

## Története
Gyugy már az avar korban is település volt. Ennek tanúja a Kossuth utcában talált avar kori temető. A honfoglalást követően, a tatárjárás után 1238-ban a Bő nemzetség Izsép tagja szerezte birtokul a vidéket. A honfoglaláskor és az azt követő évszázadokban hatalmas dióerdők voltak a vidéken.[forrás?] Elterjedt vélekedés, hogy honfoglaló őseink a diófát „gyugy”-nak hívták, és a település neve ezt a szót őrzi, de Kiss Lajos pontosabb magyarázata szerint a név a dió ~ gyió köznév -d(i)/-gy helynévképzős származékából alakult (*Gyiógy > Gyugy), az Ér + -d > Érd, Som + -ogy > Somogy földrajzi nevekhez hasonlóan. A katolikus templom 900 éves, az Árpád-korban épült, romanikus stílusban. A „Gyugynak harangot hozott a víz” legenda miatt lett Gyugy búcsújáró hely.
1322-ben a Dorozsma nemzetségbeli István fiainak, Kazal I. Pál macsovi bánnak, Jánosnak, a Harapkói család ősének és Andrásnak, a Garaiak ősének, közös szőlőbirtokuk volt itt. 1397-1536-ig az óbudai apácáké volt. Az 1408 előtti években pedig  Mesztegnyei Szerecseny Mihály birtoka volt, kinek itteni birtokait Zsigmond király Gordovai Fancs Lászlónak adta. 1449-ben a Bő nemzetségbeli Laki Thúz, a Létai és a Szőcsényi családok voltak itt birtokosok, majd 1492-ben a Füssi Apáti család kezén voltak egyes részei. Az 1536. évi adólajstrom Gywgh írásmóddal említette, ekkor Török Bálint, Bakith Pál, Mérey Mihály, az itteni plebános, özvegy Szánthai Jánosné, Ispán Kelemen, Eseghváry Ferenc, Orczy János és a lengyeltóti Lengyel családból való Lengyel Boldizsár voltak birtokosai, majd 1626-1627-ben a Gyulaffy család lett a birtokosa. Az 1580. évi török kincstári adólajstromban Nagy-Gyügy alakban fordult elő; és csak két házból állt, az 1660. évi főapátsági dézsmaváltságjegyzék pedig Csobánc várának tartozékai között sorolta fel.
1677-ben Széchenyi György kalocsai érsek nyerte adományul, 1701-1703 körül pedig Jankovics István volt a földesura. 1715-ben 12 háztartást írtak itt össze. 1726-1733-ban Jankovics István birtoka volt. 1767-ben még mindig a Jankovics családé; ekkor Jankovics Krisztina báró Pongrácz Jánosné és Jankovics Antal özvegye Fekete Julianna voltak a helység földesurai, 1835-ben pedig a Lengyel család örököseinek birtoka volt. 1856-ban a gróf Niczky és a Kacskovics családok birtoka, az 1900-as évek elején pedig gróf Niczky László, Kacskovics Kálmán és az idetartozó Béndek-pusztán Kacskovics Mihály miniszteri tanácsos voltak a nagyobb birtokosai.
Az itteni kastélyt is Kacskovics Ignác építtette 1865-ben. Kacskovics Kálmánnak az 1900-as évek elején itt 7000 kötet körüli nevezetes könyvtára volt, melyek között – számos egyéb ritkább munka mellett – az 1569-ből való Sebastian Münster féle Cosmographia, Jacobus Tollius Itinerariuma, Pázmány Péter Kalauza 1746-ból, Mazarin Le Testamentje 1663-ból, a Diurnum Divini Amoris 1660-ból, Bacon munkája Busbequ 1595-ből, Curtius fordítása 1665-ből, Plutarkhosz régi kiadása, Csokonai Vitéz Mihály kiadatlan levelei és versei, Hess András az első magyar nyomdász több kiadványa is megtalálható volt itt.
A béndekpusztai úrilakot még Kacskovics Mihály építtette.
A 20. század elején Somogy vármegye Lengyeltóti járásához tartozott.
1910-ben 1066 lakosából 1051 magyar, 15 német volt. Ebből 986 római katolikus, 29 református, 40 evangélikus volt.
A településhez tartoztak a következő lakott helyek is: Béndek-, Pettend-, Csillag-, Sándi- és Új-puszta, a Gesztenyési- és Harsányi-szőlő.

### Béndek
Béndek-puszta helyén állt a középkorban Béndek falu, amely már 1331-ben előfordult terra Bendek alakban. Az 1332-1337. évi pápai tizedjegyzékben Bennek néven volt említve és ekkor már plébániája is volt. Templomának romjai még az 1900-as évek elején is megvoltak. 1388 előtt a Szécsényi Kónyafiaké, 1392-1409-ben pedig a Kanizsai családé volt. 1397-ben Kővágóőrsi Kis György visszaadta a Kanizsaiaknak, akik 1446-ban Bakonyai Török László kanizsai várnagyuknak adták. 1486-1487-ben Tolnai Bornemisza János birtoka volt, 1500-ban pedig Corvin Jánost és Enyingi Török Imrét iktatták be az itteni birtokba. 1726-ban és 1733-ban már csak puszta és Jankovics Istváné. Később házasság révén a báró Pongrácz család birtokába került, kitől 1854 körül Kacskovics Mihály vette meg.

### Sutak
Gyugy és Pettend környékén, ahol Sodak-puszta fekszik, a középkorban Sutak nevű falu állt, melyet 1403-ban Gordovai Fancs László nyert adományul.

## Közélete

### Polgármesterei
| Terminus  | Név                | Jelölő szervezet | Megjegyzés |
| --------- | ------------------ | ---------------- | ---------- |
| 1990–1994 | Csizmadia László   | független        |            |
| 1994–1998 | Jelenka György     | független        |            |
| 1998–2002 | Jelenka György     | független        |            |
| 2002–2006 | Jelenka György     | független        |            |
| 2006–2010 | Jelenka György     | Somogyért        |            |
| 2010–2014 | Jelenka György     | Fidesz-KDNP      |            |
| 2014–2019 | Jelenka György     | Fidesz-KDNP      |            |
| 2019–2024 | Jelenka György     | Fidesz-KDNP      |            |
| 2024–     | Tóthné Szabó Erika | független        |            |

## Népesség
A település népességének változása:
| Lakosok száma | 288  | 285  | 292  | 304  | 316  | 320  | 312  |
|               | 2013 | 2014 | 2015 | 2021 | 2022 | 2023 | 2024 |

A 2011-es népszámlálás során a lakosok 94,2%-a magyarnak, 1,9% cigánynak, 3,9% németnek mondta magát (2,7% nem nyilatkozott; a kettős identitások miatt a végösszeg nagyobb lehet 100%-nál). A vallási megoszlás a következő volt: római katolikus 71%, református 2,3%, evangélikus 3,5%, felekezet nélküli 13,5% (8,9% nem nyilatkozott).
2022-ben a lakosság 92,7%-a vallotta magát magyarnak, 4,1% németnek, 0,3% ukránnak, 1,6% egyéb, nem hazai nemzetiségűnek (4,1% nem nyilatkozott; a kettős identitások miatt a végösszeg nagyobb lehet 100%-nál). Vallásuk szerint 44% volt római katolikus, 2,5% evangélikus, 1,3% református, 0,6% görög katolikus, 0,9% egyéb keresztény, 0,9% egyéb katolikus, 5,4% felekezeten kívüli (44,3% nem válaszolt).

## Nevezetességei
- Árpád-kori temploma a község fölötti dombon áll. Az ezredforduló éveiben történt meg régészeti föltárása és helyreállítása. A somogyi Balaton-part egyik romanikus stílusú gyöngyszeme ez a műemlékünk. A templom mellett 2018-ban avatták fel Bő nembeli Izsép lovasszobrát. A mű Egri György csabacsűdi szobrász alkotása.
- A templomhoz felvezető úton egy különleges kálváriát építettek: stációin nem a bibliai történet elevenedik meg, hanem híres magyarok emléktáblái vannak elhelyezve, az ősidőktől, a hunoktól kezdve a közelmúlt Puskás öcsijéig.
- Kacskovics-kastély
- 2007-ben felszentelt Örökkévalóság Parkja és a temető urnafala[15]
- Gyugy mellett, a falutól délkeletre található a Balatonboglári borvidék egyik neves dűlője, a Gesztenyés. A 195–225 méteres magasságban fekvő, erdőkkel körülvett dombhát talaja agyagos barna erdőtalaj, időjárása kicsit hűvösebb, mint a borvidék többi részéé.[16]

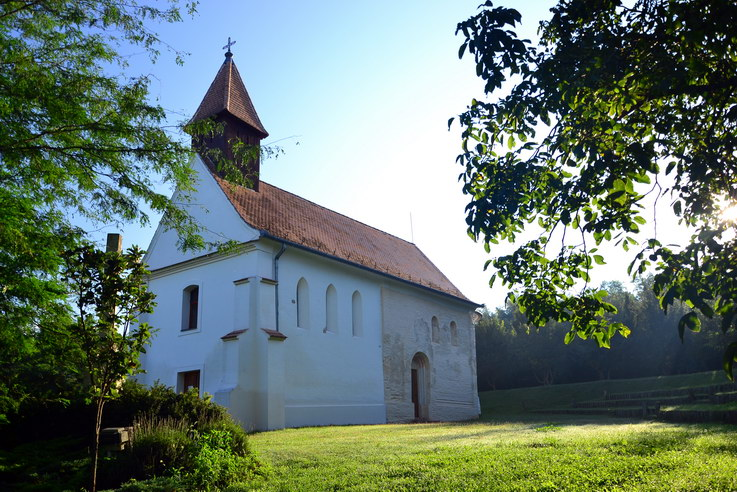
Az Árpád-kori templom
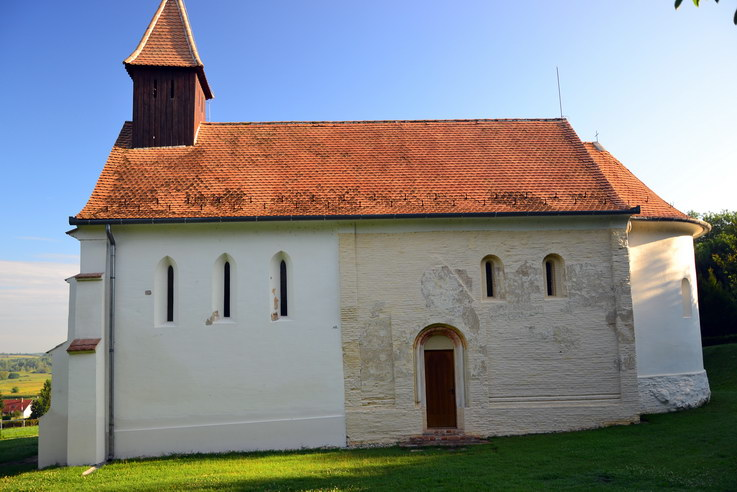
Az Árpád-kori templom
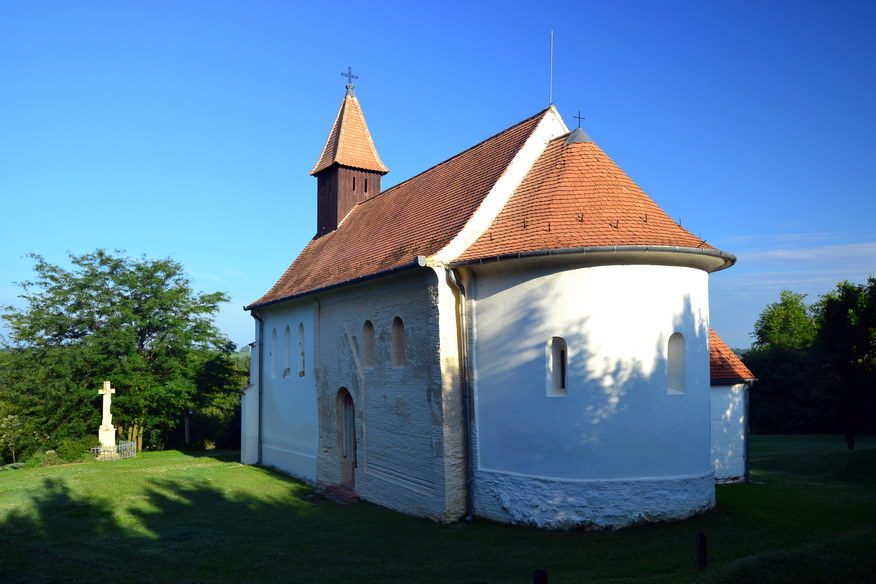
A templom szentélye
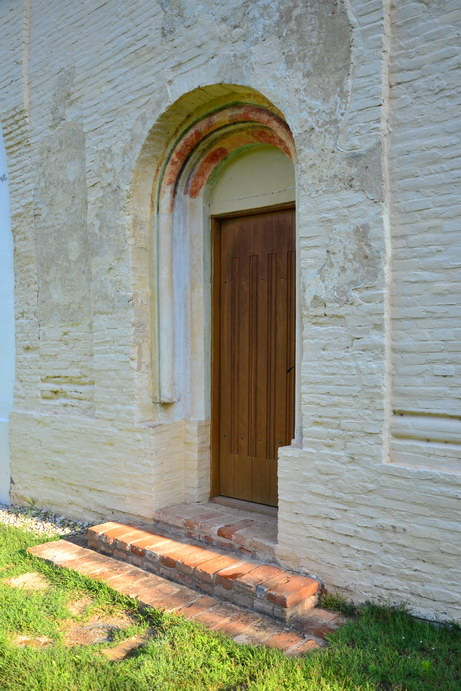
A templom kapuja
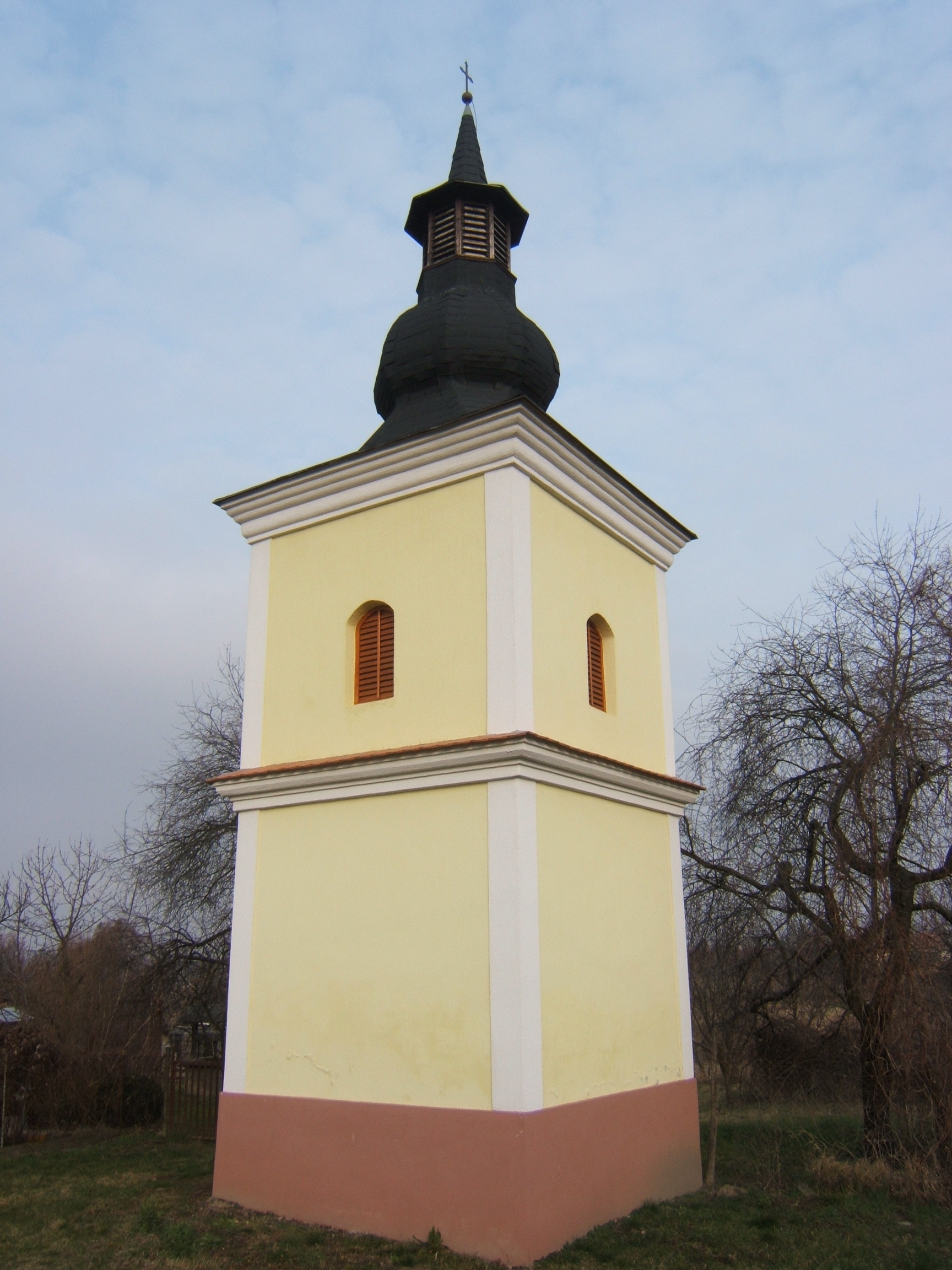
Harangtorony
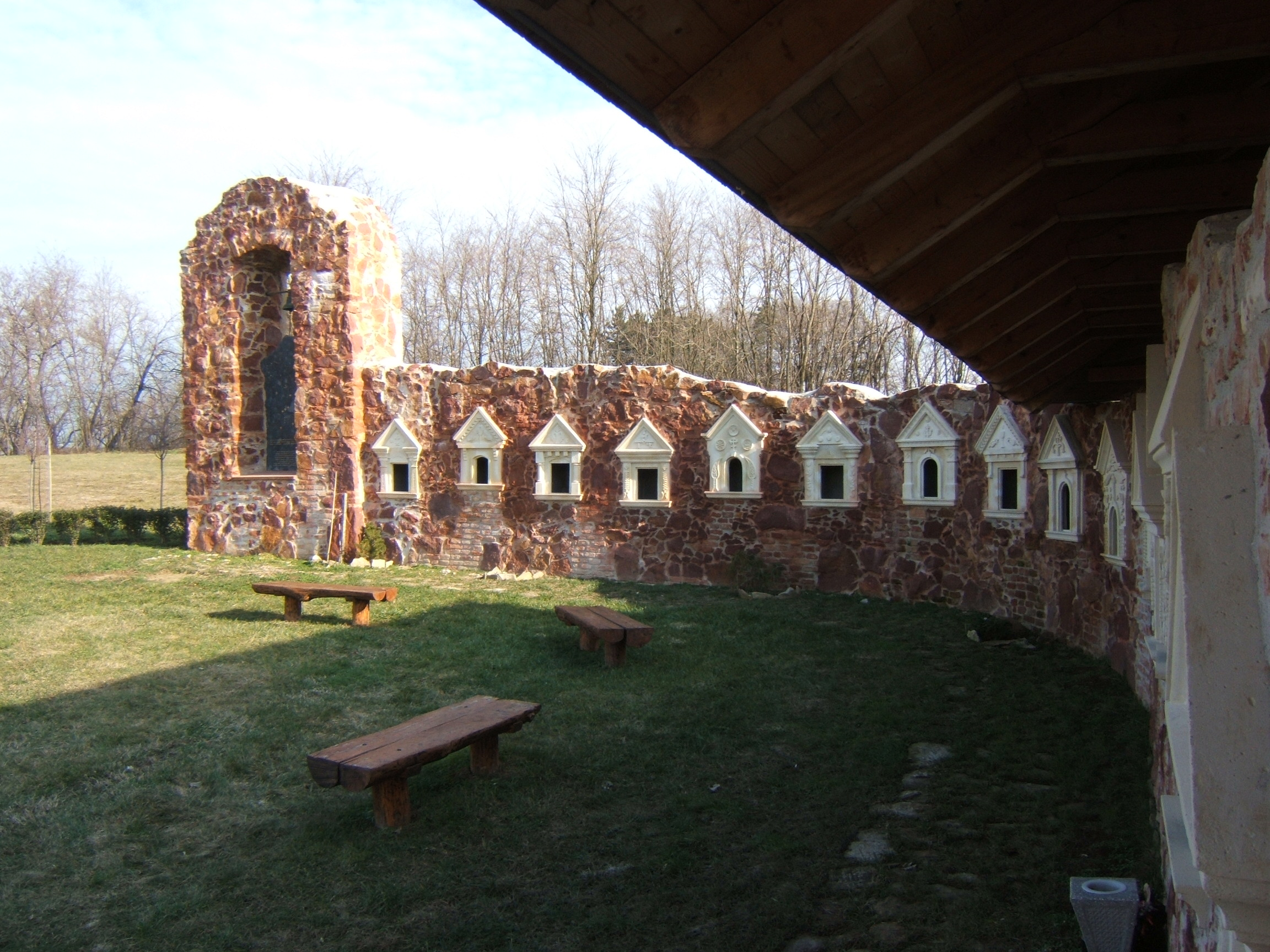
A temető urnafala